# دارکوب حنایی
دارکوب حنایی (نام علمی: Micropternus brachyurus) نام یک گونه از زیرخانواده دارکوبیان است.